# Édouard Gardère
Édouard Gardère (Gérardmer, 25 febbraio 1909 – Buenos Aires, 24 dicembre 1969) è stato uno schermidore francese, vincitore di una medaglia d'oro e due d'argento nella scherma ai giochi olimpici di Los Angeles del 1932 e di Berlino del 1936.
Era il fratello di André Gardère.